# British Comedy Awards 1993

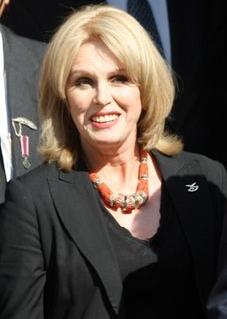
Joanna Lumley, nagrodzona jako najlepsza telewizyjna aktorka komediowa i jednocześnie osobowość telewizyjna

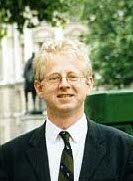
Richard Curtis, uhonorowany jako najlepszy scenarzysta komediowy

British Comedy Awards 1993 – czwarta edycja nagród British Comedy Awards, zorganizowana w 1993 roku. Ceremonia rozdania nagród odbyła się w grudniu 1993, a poprowadził ją – po raz trzeci z rzędu – Jonathan Ross.

## Lista laureatów
- najlepszy telewizyjny aktor komediowy: Rik Mayall
- najlepsza telewizyjna aktorka komediowa: Joanna Lumley
- najlepsza osobowość telewizyjna: Joanna Lumley
- najlepszy wykonawca rozrywkowy (variety performer): Ken Dodd
- najlepszy debiut w komedii telewizyjnej: Steve Coogan
- najlepsza nowa komedia telewizyjna: Absolutnie fantastyczne
- najlepszy telewizyjny komediodramat: Berbeć
- najlepszy sitcom BBC: Jedną nogą w grobie
- najlepszy sitcom ITV: Watching
- najlepszy sitcom Channel 4: Drop the Dead Donkey
- najlepsza program rozrywkowy: Barrymore
- najlepsza komedia filmowa: Dzień świstaka
- najlepszy wykonawca stand-upu: Eddie Izzard
- nagroda za całokształt twórczości: Ken Dodd
- nagroda Brytyjskiej Gildii Scenarzystów dla najlepszego scenarzysty komediowego: Richard Curtis